# Severní Čchungčchong
Severní Čchungčchong je provincie v Jižní Koreji. Hlavním městem je Čchongdžu. Byla vytvořena v roce 1896 rozdělením původní provincie Čchungčchong na Severní a Jižní Čchungčchong. Významné je zemědělství, pěstuje se zvláště ženšen a tabák. Probíhá zde také těžba zlata a dalších kovů.